# Fuseau (bobine de fil)
Ne doit pas être confondu avec Quenouille.
Pour les articles homonymes, voir Fuseau.

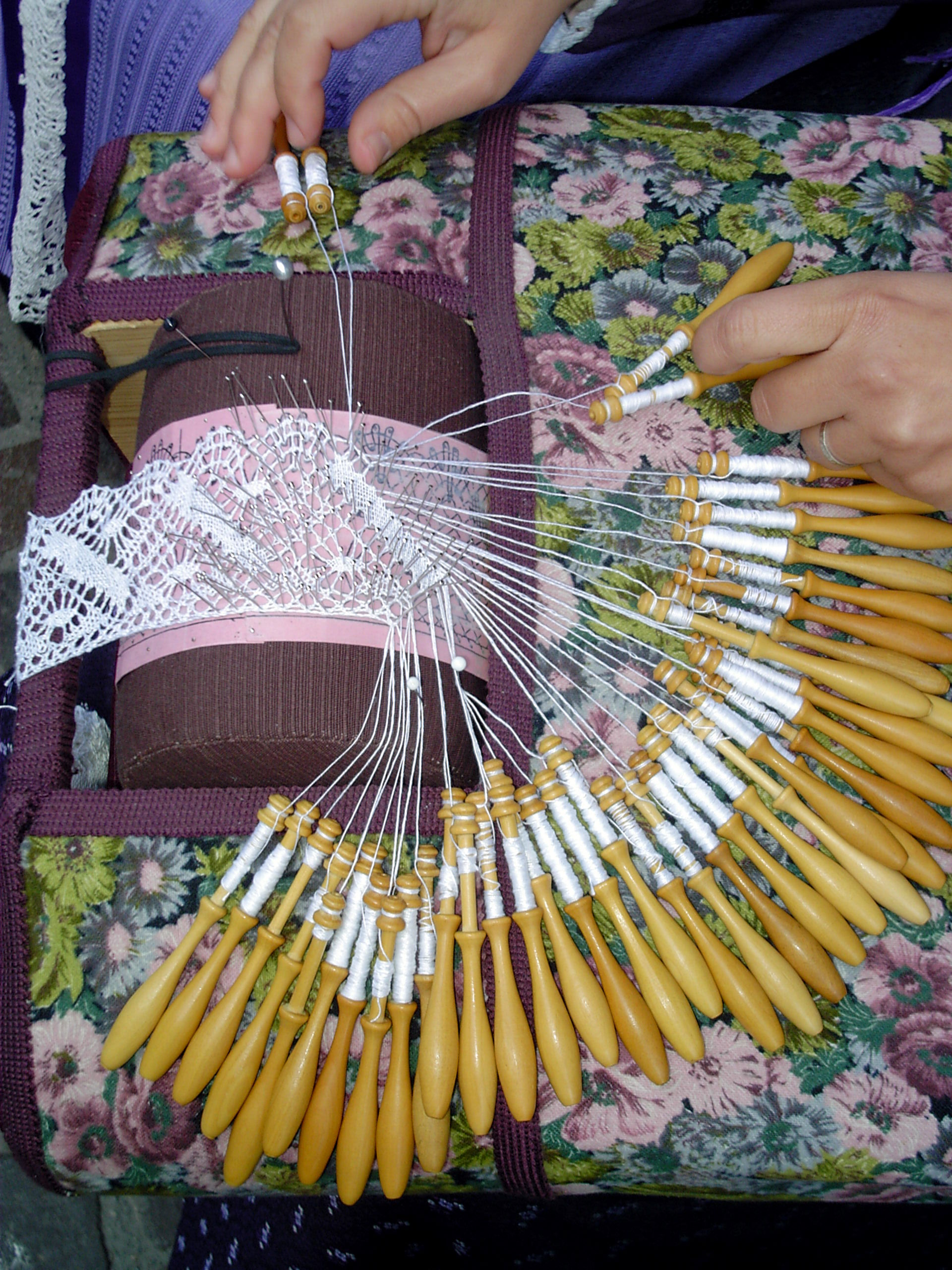
Dentellière travaillant la dentelle aux fuseaux.

Le fuseau est un bâton en bois, renflé à une extrémité ou en son centre, qui permet le filage de la laine, du lin, du chanvre ou du coton.

## Histoire
Le fuseau est une invention très précoce et qui se retrouve suivant des modes proches dans différentes civilisations. Le principe étant une tige qui sert d'axe de rotation comprenant différents « aménagements » comme des rainures pour fixer le fil, complété par une fusaïole qui sert de volant d'inertie. Les fusaïoles sont fabriquées dans des matières très variées (bois, terre, métal…) et sont un objet de fouille archéologique relativement fréquent. 
Selon les périodes et les civilisations il existe des différences minimes dans la forme et l'utilisation du fuseau : par exemple la laine fixée sur une quenouille, le fuseau pend sur le fil tenu à la main ; la laine rangée dans un filet accroché en hauteur, le fuseau pend alors sur le fil et les mains sont plus libres… Le fuseau est actionné par les doigts, ou roulé sur la cuisse, parfois il tourne sur le sol, éventuellement dans un bol.

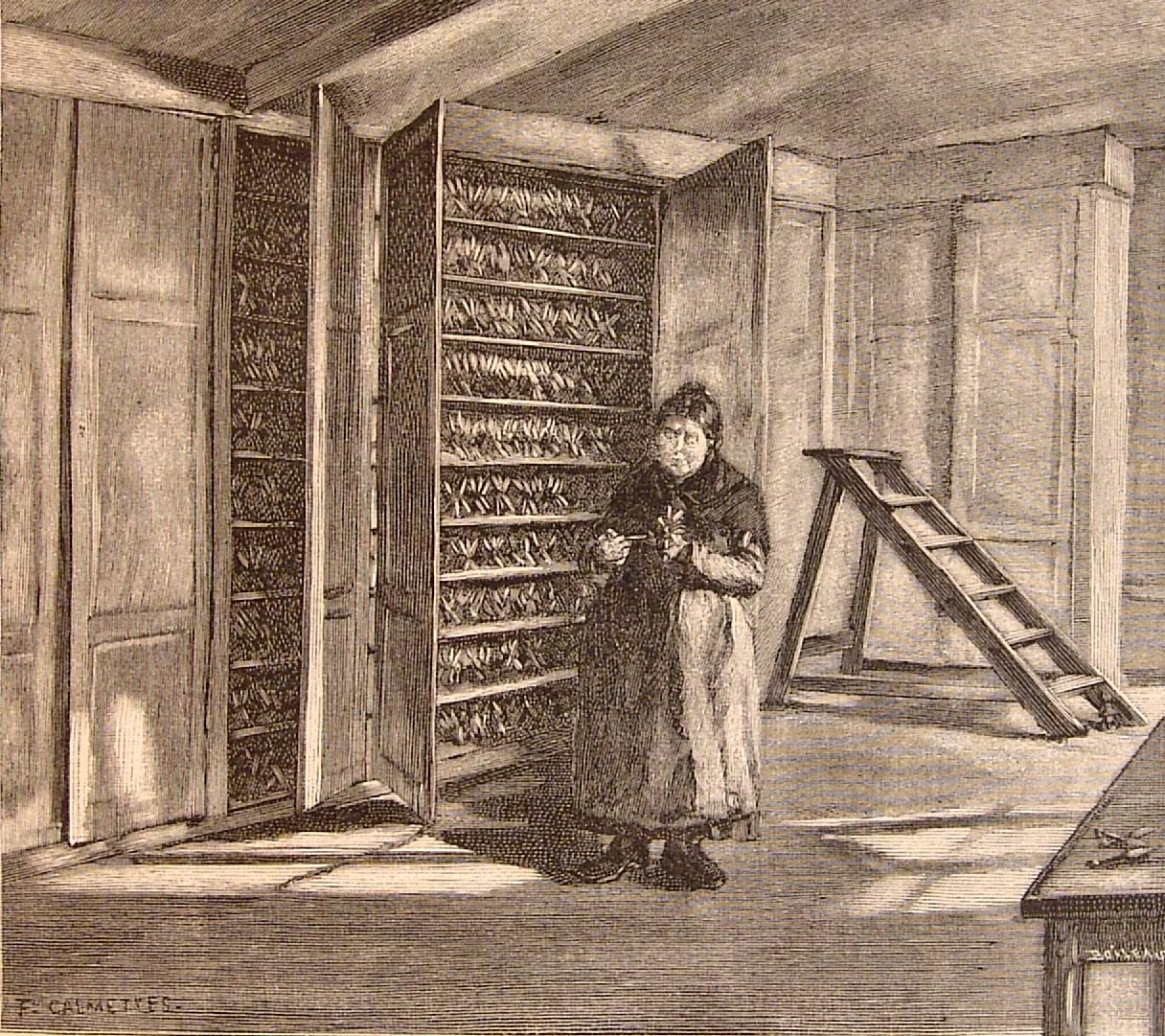
Magasin de trente mille fuseaux (1889)

Le geste en Occident durant le bas Moyen Âge est relativement codifié, comme l'attestent les nombreuses statues et enluminures représentant des femmes filant : laine fixée sur une quenouille, portée sur la hanche, l'opérateur travaille debout, le fuseau pendant sur le fil maintenu par une des mains ; on peut ainsi filer en marchant.
Au XIIIe siècle[réf. nécessaire](à vérifier), le fuseau et la quenouille furent remplacés dans plusieurs régions d’Occident par le rouet, une machine constituée d’une roue actionnée d'abord à la main avec un bâton (source iconographique : Lutrell Psalter, XIVe siècle) puis par une pédale pour filer les fibres textiles.
Il semble que le rouet ait existé antérieurement en Asie.
Le rouet sert tout d'abord pour l'entraînement d'un fuseau placé horizontalement, il faut arrêter la roue pour enrouler le fil sur le fuseau. Puis le « fuseau » fixé au rouet sera complété plus tardivement par l'épinglier qui permet à la fois de filer et d'enrouler le fil sur le fuseau.
L'objet se répandra par la suite un peu partout aux quatre coins du monde. Toutefois le fuseau objet à la fois peu cher, petit, que l'on peut emmener, et surtout utiliser en marchant, est encore utilisé parallèlement au rouet.

## Utilisation

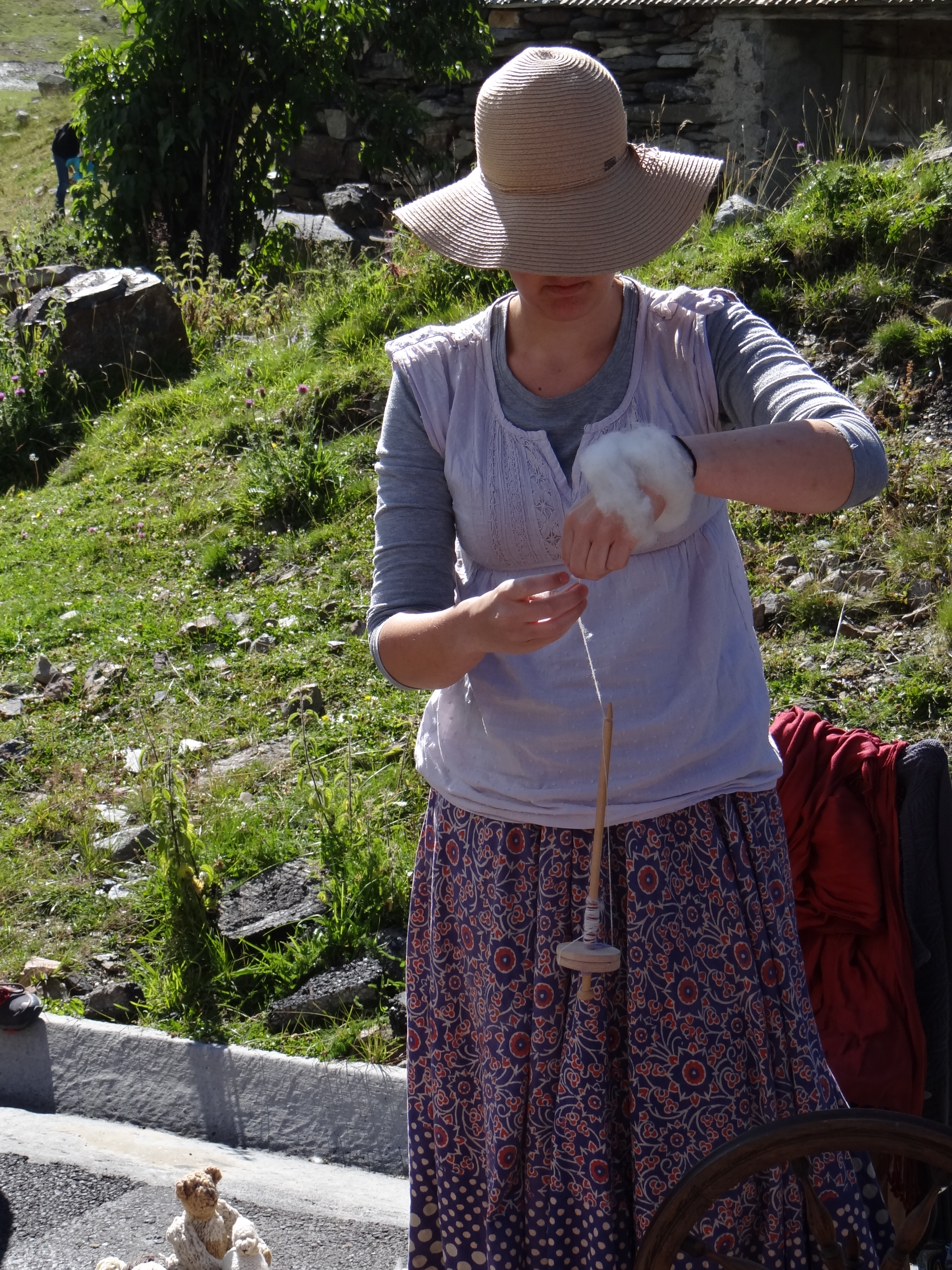
Filage au fuseau

Le fuseau est constitué de deux parties : un axe en métal ou en bois et une fusaïole en terre cuite, bois, métal, verre, ou même parfois un simple légume (on peut aisément fabriquer un fuseau avec une pomme de terre taillée et un pic à brochette en bois il semble que cette technique fut utilisée au XIXe siècle). La fusaïole sert de volant d'inertie afin de conserver la rotation que l'on imprime au système. 
Les deux peuvent être taillés dans un même bloc (tourné dans du bois par exemple) ou alors la fusaïole est amovible.
L'axe doit être parfaitement droit, la fusaïole parfaitement symétrique suivant son axe central, ceci afin de garantir une bonne rotation. 
Le fuseau permet deux sens de rotation, le sens utilisé importe peu pour filer la laine, par contre il importe pour les fibres végétales qui ont déjà une torsion naturelle.
Le poids de la fusaïole, auquel s'additionne le poids du fil enroulé sur l'axe, permet de filer plus ou moins fin. Si la fusaïole est lourde, il y aura une bonne tension mais il sera difficile de produire un fil fin.
Pour actionner un fuseau : monter un fil en l'attachant sur l'axe au-dessus de la fusaïole, passer sous la fusaïole, faire une boucle, une rainure aidera le fil à se maintenir, puis repasser au-dessus de la fusaïole et faire ici aussi une boucle, une rainure ici aussi est bienvenue, placer le fil restant (quelques centimètres) dans la laine prête à filer, faire tourner et laisser les fibres s'enrouler. entre les deux mains, en pinçant entre les doigts, libérer la quantité de fibres voulues pour faire le fil.
Le filage est une conjonction entre une quantité de fibre, de la traction (ici le poids du système fuseau/fil précédemment filé enroulé sur l'axe) et de la torsion.
Il faut actionner régulièrement (généralement il est lancé comme une toupie entre les pulpes des trois premiers doigts) le fuseau, sinon parvenu à la fin de sa course, après avoir ralenti il se met à tourner dans l'autre sens…
Dès qu'une certaine quantité de fil est produite, maintenir sa tension et sa torsion en l'enroulant sur les doigts, détacher les boucles, enrouler le fil sur l'axe, remonter les boucles et reprendre. Il faut bien maintenir le fil tendu pendant cette opération, sinon il frise ou se défait.
Le fil doit être laissé plusieurs heures ainsi pour bien se fixer, si on le débobine trop rapidement après l'avoir fait, il perd sa torsion. 
Dans la dentelle aux fuseaux, les fuseaux de la dentellière ne servent pas à filer mais elle bobine son fil sur les fuseaux qui lui permettent de faire sa dentelle. Ces fuseaux ont des tailles et des poids différents selon les dentelles et la région d'où ils viennent. Les fuseaux normands sont assez longs et finement tournés alors que ceux d'Auvergne sont plus épais et plus rustiques. Certains fuseaux anglais sont très finement tournés et à leur extrémité se trouve un anneau de perles. Cela personnalise le fuseau et lui confère du poids pour une meilleure tension du fil.

## Littérature
Dans le conte populaire La Belle au bois dormant (notamment connu dans la version de Charles Perrault), la princesse est plongée dans un sommeil de cent ans pour s'être piquée à un fuseau, à la suite de la malédiction d'une vieille fée qui avait prédit que « la Princesse se percerait la main d'un fuseau, et qu'elle en mourrait ».
Il s'agit probablement d'un fuseau en métal, qui peuvent parfois être particulièrement pointus.